# 显脉棋子豆
显脉棋子豆（学名：Cylindrokelupha dalatensis），为豆科棋子豆属下的一个种。

## 扩展阅读
維基物種上的相關：显脉棋子豆